# Petar Mladenov
Petar Toshev Mladenov (tiếng Bulgaria: Петър Тошев Младенов; 22 tháng 8 năm 1936 – 31 tháng 5 năm 2000) là một nhà ngoại giao và chính trị gia người Bulgaria. Ông là lãnh đạo cộng sản cuối cùng của Bulgaria từ năm 1989 đến năm 1990, và một thời gian ngắn là Tổng thống đầu tiên của Cộng hòa Bulgaria vào năm 1990.